# Кастор, Сьюзи
Сьюзи Кастор (род. 1936, Гаити) — гаитянский историк, педагог и правозащитница.

## Биография
Она родилась в Акэне, но в возрасте шести лет перебралась на учёбу в школу-интернат в Порт-о-Пренсе, где затем изучала социальные науки в Высшей нормальной школе. Получила диплом по общественным наукам (и латиноамериканских исследованиям в частностт) в Высшей педагогической школе Гаити в 1958 году. 
Получила докторскую степень по истории в Национальном автономном университете Мексики (УНАМ). Иммигрировав в Мексику, работала профессором политологии, философии и литературы в УНАМ с 1968 по 1986 год. В 1972 году она основала при этом университете Центр карибских исследований, которым руководила несколько лет. 
В 1987 году, после падения Жан-Клода Дювалье, Кастор и её муж Жерар Пьер-Шарль вернулись на Гаити. В том же году пара основала Центр экономических и социальных исследований в целях развития (Centre de recherches et de formation économique et sociale pour le développement, CRESFED). В декабре 2001 года помещение CRESFED было сожжено. Кастор в течение нескольких лет преподавала в Высшей нормальной школе (ENS), одновременно сотрудничая с Организацией Объединенных Наций и ЮНЕСКО.
Сьюзи Кастор опубликовала шесть книг и более 50 статей в различных журналах на такие темы, как оккупация Гаити Соединёнными Штатами, отношения между Гаити и Доминиканской Республикой и женское движение на Гаити. В Мексике она также публиковала работы о Пуэрто-Рико и остальных странах Карибского бассейна. Кастор — главный редактор журнала о гаитянском обществе и культуре Rencontre, основанного в 1989 году. 
В 2005 году она получила премию Хуана Марии Бандреса за защиту права на убежище и солидарность с беженцами. В 2015 году она была удостоена премии Охтли правительства Мексики.
Кастор начала свою политическую активность в рядах Партии народного согласия (единения) Гаити, основанной в 1956 году. Затем была членом Объединённой партии гаитянских коммунистов (PUCH), куда та влилась. В 1990 году она поддержала движение «Лавалас». Вместе с Росни Смарт и Жераром Пьером-Шарлем участвовала в преобразовании Политической организации «Лавалас» в партию Организация борющегося народа, от которой в мае 2000 года баллотировалась в Сенат.

## Известные работы
- La ocupación norteamericana de Haití y sus consecuencias (1971)
- Le massacre de 1937 et les relations haïtiano-dominicaines (1988)